# 100 베스테 플라카테
100 베스테 플라카테(독일어: 100 Beste Plakate),(영어: 100 Best Posters)는 독일, 오스트리아, 스위스의 조형, 그래픽, 디자인, 그래픽 아트를 위한 이익 단체이다. 하나의 매체로서 포스터 디자인의 높은 조형적 품질을 추구, 장려하고, 포스터의 공공 인식 강화를 지향하고자 설립된 협회이다.

## 역사
100 베스테 플라카테(100 Beste Plakate)는 1966년에 „올해의 최고의 포스터들“ 공모전을 시작으로 창립 되었고, 2001년에 새로 창립된 협회가 기존 공모전을 인수하여 조직 재정비를 마쳤다. 공모전은 유럽적인 사상과 정체성을 기반으로 독일어가 사용된 포스터로 확장 되면서 오스트리아와 스위스의 예술가들도 함께 참여하며 통합 되었다. 협력 협회는 다음과 같다: 디자인 오스트리아 (Design Austria), AGI (Alliance Graphique Internationale), 세계 그래픽 디자인 단체 협의회 (International Council of Graphic Design Associations), 독일 커뮤니케이션 디자이너 조합 및 독일 디자이너 연합 (Alliance of German Designers, AGD).

## 공모전
매년 DACH(독일 D - 오스트리아 A - 스위스 CH)에서 포스터 공모전이 개최되며 지난 해의 최고의 포스터를 만든 포스터 디자이너, 아티스트, 학생과 인쇄소가 후보 작품 제출에 초대된다. 포스터의 의뢰인 에게도 후보자가 될 수 있는 기회가 주어진다. 매년 바뀌는 심사위원들이 최고의 포스터 100개를 선발하며, 당선자를 발표한 후, 시상을 하며, 당선된 수상작을 전시한다. 공모전에 당선된 100개의 포스터는 „100 베스테 플라카테“ 책으로도 출판 된다.

## 전시
당선된 포스터는 베를린의 포츠다머 플라츠에 위치한 베를린 문화포럼(Kulturforum Berlin)에 최초로 공개가 되며, 전시가 된 후, 독일 에센, 뉘른베르크, 스위스 루체른, 취리히, 오스트리아 빈의 응용미술관 (빈) 등 여러 장소에서 몇주 동안 전시가 되며 독일 에센의 폴크스방 박물관과 프랑크푸르트의 응용미술관에도 진열이 된다.
첫 한국전시는 2016년 KF갤러리 (주)삼원페이퍼 후원사로 하여 첫전시를 2016년에 전시 하였으며, 19년 2월에는 한국 서울 두성종이 인더페이퍼 갤러리에서 <100 베스테 플라카테 17> 전시회가 열렸다.

## 첫 전시
첫 전시에서는 삼원페이퍼 후원으로 3국대사관 초청으로 독일 큐레이터와 Auer& Kim  D-A-CH전시의 100beste Plakate 부분으로 관련 주제로 3국의 디자이너의 삶이라는 세미나가 열렸으며,그래픽디자인아닌 더 큰공간개념인 Public Art로써의
포스터의 위치에 대한 토론이 열렸다.

## 역대 대표
- 2001 - 2007: 니클라우스 트록슬러 Niklaus Troxler
- 2007 - 2010: 헤닝 바겐브레트 Henning Wagenbreth
- 2010 - 2014: 스테판 분디 Stephan Bundi
- 2014 - 2018: 괴츠 그람리히 Götz Gramlich
- 2018 - : 폰스 히크만 Fons Hickmann